# 額田県
額田県（ぬかたけん）は、明治4年（1871年）に三河国および尾張国南部を管轄するために設置された県。現在の愛知県東部にあたる。

## 沿革
- 明治4年（1871年）
  - 11月15日（12月26日） - 第1次府県統合により三河国田原県、豊橋県、半原県、西大平県、岡崎県、挙母県、西尾県、西端県、刈谷県、重原県が統合され、三河国のほぼ全域に額田県が発足。名古屋県から尾張国知多郡を移管される。県庁は額田郡岡崎康生町（現在の岡崎市康生町561）の岡崎城に設置。
  - 11月20日（12月31日） - 同日に廃止された伊那県のうち足助庁が管轄する三河国内の地域（旧三河県）を編入。
- 明治5年11月27日（1872年12月27日） - 愛知県に合併。同日額田県廃止。

## 管轄区域
- 三河国一円
- 尾張国知多郡

なお、太政官布告では以下の各旧県の飛地領を管轄するとあるが、布告と実際の当該地域の府県再編の日付が前後している部分があるため、実際に管轄したかどうかは不明である。
- 美作国久米北条郡（旧挙母県）
- 相模国高座郡（旧西大平県）
- 上総国武射郡、下総国匝瑳郡・香取郡、伊豆国田方郡・賀茂郡、上野国新田郡・邑楽郡、下野国安蘇郡、武蔵国多摩郡（旧西端県）
- 越前国丹生郡・南条郡・坂井郡、安房国平郡（旧西尾県）
- 武蔵国榛沢郡、摂津国豊島郡・川辺郡・能勢郡・有馬郡、上野国新田郡、丹波国何鹿郡（旧半原県）
- 近江国浅井郡・伊香郡・高島郡、上総国望陀郡（旧豊橋県）

## 歴代知事
- 明治4年11月15日（1871年12月26日） - 明治5年11月27日（1872年12月27日） ： 権令・林厚徳（元徳島藩士）